# Cartierul Grigorescu din Cluj-Napoca

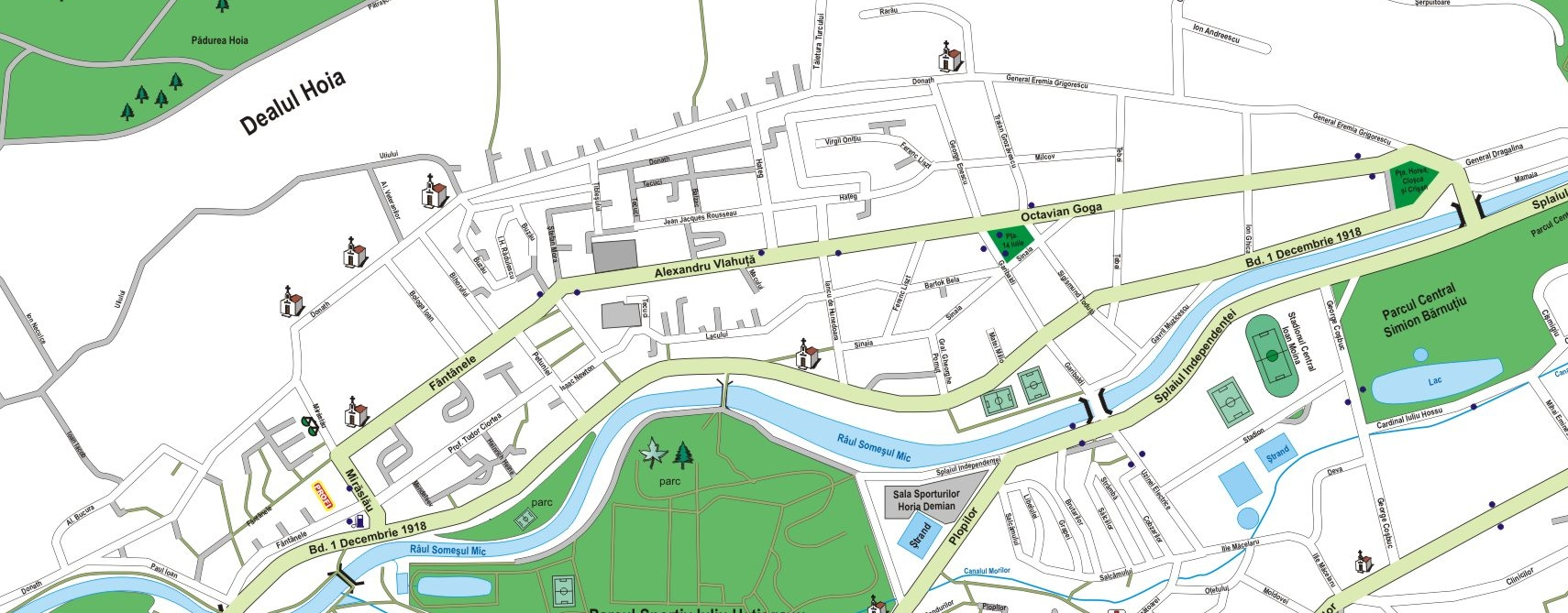
Harta Cartierului Grigorescu

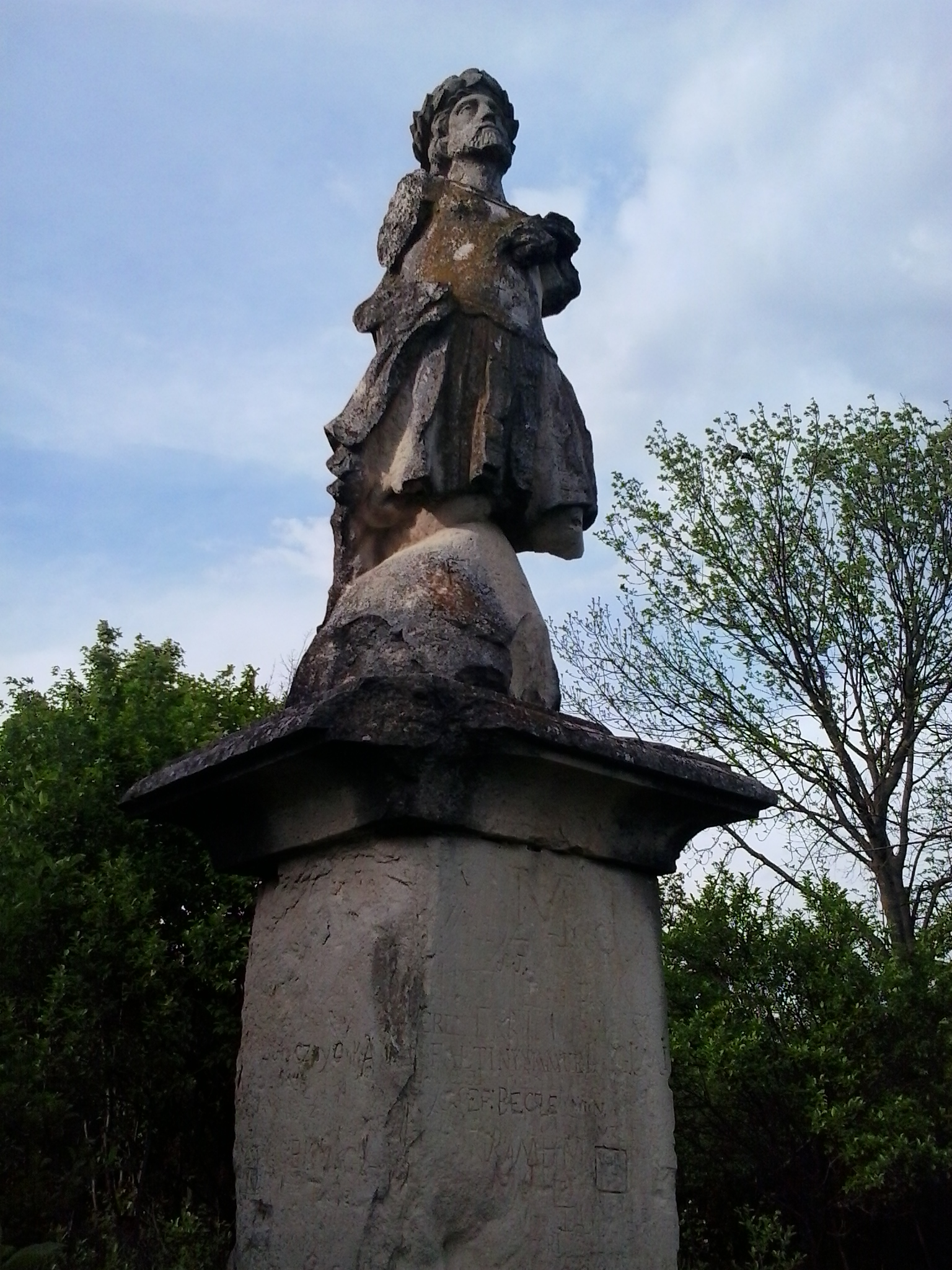
Statuia Sfântului Donat, cu platoșă militară și lauri de martir, care a rezistat în timp drept „Statuia ciobanului Donat”

Cartierul Grigorescu, până în anii 1960 Cartierul Donath (în maghiară Donátnegyed), este un cartier din vestul Clujului.

## Geografie
Cartierul Grigorescu se află în extremitatea vestică a orașului și este încadrat de dealul Hoia la nord-vest, de dealul Cetățuii la nord-est și de râul Someșul Mic la sud. La vest de cartierul Grigorescu se află comuna Florești, la sud, cartierele Mănăștur și Plopilor, la est este centrul istoric, iar la nord se găsesc cartierele Dâmbul Rotund și Gruia.

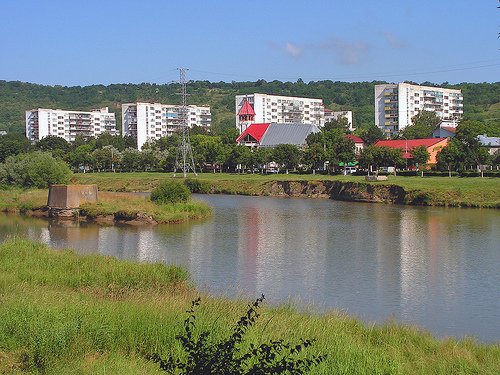
Cartierul Grigorescu, văzut de pe malul Someșului

Canalul Morii se bifurcă din râul Someșul Mic în partea de sud-vest a cartierului. Pădurea Hoia se află la extremitatea vestică a cartierului, la ieșirea din oraș.

## Istoric
Numele Donath provine de la cel al sfântului Donat, suprapus pe legenda cu ciobanul Donáth, care, însoțindu-și oile, i-ar fi descoperit pe turci la „Tăietura Turcului” și, dând de veste clujenilor, a salvat astfel orașul de atacul turcesc pe la spate. Numele Donath a fost înlocuit din anul 1960 cu cel al lui Eremia Grigorescu, general al armatei române în Primul Război Mondial și unul dintre generalii români care a condus armatele venite din Vechiul Regat în Transilvania după Marea Unire.
În anii 1960 a existat o dispută urbanistică asupra axei centrale a cartierului. Se planificase ca axă principală artera de sub deal (actuala Stradă Donath - Eremia Grigorescu - Dragalina), pe care, de altfel, circulau autobuzele (în prezent, ele circulă pe axa mediană Octavian Goga-Alexandru Vlahuță-Fântânele). Proiectantul șef al cartierului a fost arhitectul Augustin Presecan.

## Clădiri
În cartier se află Liceul Teoretic „Onisifor Ghibu”, sediile Radio Cluj și TVR Cluj ale Radioteleviziunii Române și Radio România, precum și Parcul Etnografic Romulus Vuia. Sunt mai puține blocuri în acest cartier față de alte cartiere ale orașului. Densitatea este mai mare în zona vestică a cartierului, unde s-au construit în perioada comunistă o serie de blocuri de zece etaje. Zona estică, spre centrul orașului, este mai veche și este dominată de case.

## Varia
O statuie identică a Sfântului Donat, dar nedeteriorată, se află la Maissau, în Austria.

Panoramă a vestului cartierului Grigorescu, văzut de deasupra străzii Donath.